# Політональність
Політональність в гармонії — одночасне звучання двох або більше тональностей. Умова політональності — тональна автономність кожного шару поліструктури, коли чітко чуються одночасно дві реалізації тонального тяжіння відразу до двох (або більше) тональних центрів.
Поєднання двох акордів як частин єдиного цілого дає не політональність, а поліакорд (як, наприклад, в знаменитому «акорді Петрушки» І. Ф. Стравінського, де поєднуються акорди C-dur і Fis-dur). Поєднання двох різних за складом ладових звукорядів ніяк не політональність, а полімодальність (як, наприклад, в «Єврейському танці» Г. Нойзідлера).
Для виникнення ефекту «роз'єднання» тональних центрів найбільш дієво роз'єднання музики в просторі — на сцені і за сценою, на сцені і в залі, в різних кінцях залу, в різних кінцях сцени, звуку нерухомого і звуку, що рухається; поєднання живого виконання з магнітофонним записом і т. ін.